# Felix Hoeldtke

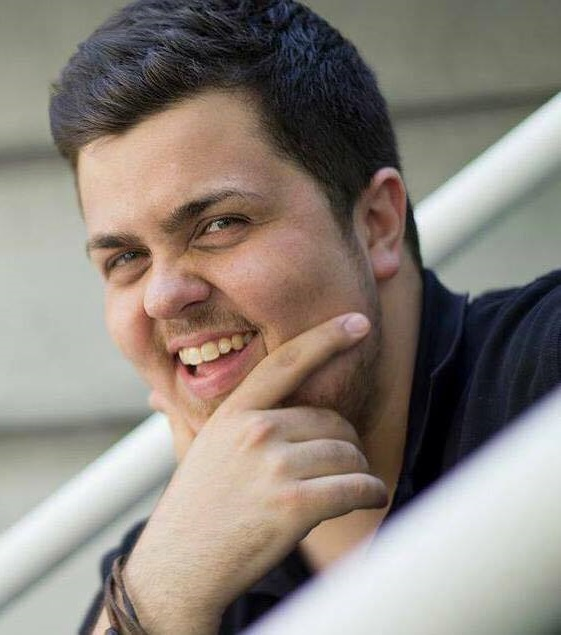
Felix Hoeldtke (2017)

Felix Hoeldtke (* 4. November 1986 in Hamburg) ist ein deutscher Laienschauspieler.

## Leben
Hoeldtke, der als jüngster von drei Brüdern geboren wurde, wuchs in seiner Heimatstadt Hamburg auf. Nach dem Realschulabschluss wandte er sich der Medienbranche zu und arbeitete zunächst als Talentscout für den Musikverlag Peer Music. Danach absolvierte er eine Ausbildung zum Sozialpädagogischen Assistenten.
Sein Fernsehdebüt feierte Hoeldtke am 9. Februar 2017 in der Erstausstrahlung der Doku-Soap Die Wache Hamburg auf RTL II, in der er die Hauptrolle des Innendienstbeamten Basti Petersen spielt.
Als Basti Petersen spielt Felix Hoeldtke eine Hauptrolle in der Webserie Hamburg 040.
Hoeldtke hat eine Tochter.  

## Filmografie und Mehr
- 2017: Die Wache Hamburg (Fernsehserie)
- 2022  Hamburg 040 (Webserie)

| Personendaten    | Personendaten                                     |
| ---------------- | ------------------------------------------------- |
| NAME             | Hoeldtke, Felix                                   |
| ALTERNATIVNAMEN  | NewDoo (Pseudonym)                                |
| KURZBESCHREIBUNG | deutscher Laienschauspieler und Webvideoproduzent |
| GEBURTSDATUM     | 4. November 1986                                  |
| GEBURTSORT       | Hamburg                                           |